# Szabó Péter (egyetemi adjunktus)
Szabó Péter (Lenti, 1991. május 16. –) agrármérnök, egyetemi oktató, köztestületi elnök, jelenleg a MATE Georgikon Campus általános campus főigazgató-helyettese és a Magyar Tudomány- és Innováció-menedzsment Alapítvány kuratóriumi elnöke. 2017-2020 között a Doktoranduszok Országos Szövetsége elnöke.

## Életpályája
Középfokú tanulmányait a lenti Gönczi Ferenc Gimnázium és Szakközépiskolában végezte. 2013-ban a MATE Georgikon Campus szerzett gazdasági és vidékfejlesztési agrármérnök BSc. alapfokozatot, majd 2015-ben okleveles vidékfejlesztő agrármérnökként végzett párhuzamosan a Pannon Egyetemen és a szlovéniai Maribori Egyetemen, ahol szőlőtermesztést és borászatot tanult. Doktori fokozatát a Pannon Egyetem Festetics Doktori Iskolájában szerezte meg. 2015-től a Pannon Egyetem, majd az agrár-felsőoktatási integrációt követően a Szent István Egyetem, majd a Magyar Agrár- és Élettudományi Egyetem oktatója, kutatója szőlőtermesztés területén. Szűk szakterülete a szőlőszaporítás. Megalapítója volt a keszthelyi Nagyváthy János Szakkollégiumnak. 
Hallgatói évei alatt 4,5 éven keresztül volt a MATE Georgikon Campus Hallgatói Önkormányzat elnöke, és a HÖOK - Északnyugat-magyarországi Regionális Szövetség elnöke. 2015-től a Doktoranduszok Országos Szövetsége Agrártudományi Osztályának elnöke, a Pannon Egyetem Doktorandusz Önkormányzat alapító elnöke volt. 2017-től a DOSZ elnökségi tagja, majd abban az évben megválasztották a köztestület országos elnökévé, melyet két cikluson keresztül töltött be. 2018-2020 között a Magyar Felsőoktatási Akkreditációs Bizottság testületi tagja volt. 2017-2018 között az EURODOC igazgatótanácsi tagja volt. Jelenleg a Magyar Tudomány- és Innováció-menedzsment Alapítvány kuratóriumi elnöke. Tudományszervező munkájának egyik eredménye, hogy a DOSZ elnökeként több társával megalapította a Scientia et Securitas tudományos folyóiratot. Nevéhez fűződik két tudományt népszerűsítő könyv szerkesztése, melyek az Innováció a szőlőszaporításban, illetve Kutatás-fejlesztés – innováció az agrárium szolgálatában. 

## Elismerései
- 2015 Georgikon Bicentenáriumi Ezüst Emlékérem
- 2019 Azerbaijan Young Scientists, Post-Graduates and Masters Union kitüntetés
- 2019 FEKOSZ-díj
- 2020 Az Év Agrárembere” kitüntető díj döntőse
- 2022 Bakonyi Károly-díj